# Tokamauea
Tokamauea ist ein Ortsteil von Tabiang im Norden des Abemama-Atolls in den zum Inselstaat Kiribati gehörenden Gilbertinseln im Pazifischen Ozean.

## Geographie
Tokamauea ist zusammen mit Tabiang einer der nördlichsten Orte des Atolls von Abemama. Von dort erstreckt sich die Riffinsel weiter nach Südwesten und bildet den Abschluss des Atolls. Nördlich des Ortes bei Tabiang liegt der Flugplatz Abemama.

## Klima
Das Klima ist tropisch heiß, wird jedoch von ständig wehenden Winden gemäßigt. Ebenso wie die anderen Orte des Abemama-Atolls wird Tokamauea gelegentlich von Zyklonen heimgesucht.